# Luigi Bazzani
 (septembre 2023).
Le contenu est difficilement compréhensible vu les erreurs de traduction, qui sont peut-être dues à l'utilisation d'un logiciel de traduction automatique.
Luigi Bazzani - également connu sous le nom  le Bazzanino, pour le distinguer du scénographe Luigi Bazzani qui était dit le Bazzanone - (né à Bologne, le 8 novembre 1836 et mort à Rome, le 2 février 1927) est peintre, illustrateur, aquarelliste et scénographe. Fils d'Alessandro, il appartenait à une famille de scénographes et de peintres de rideaux de théâtre.

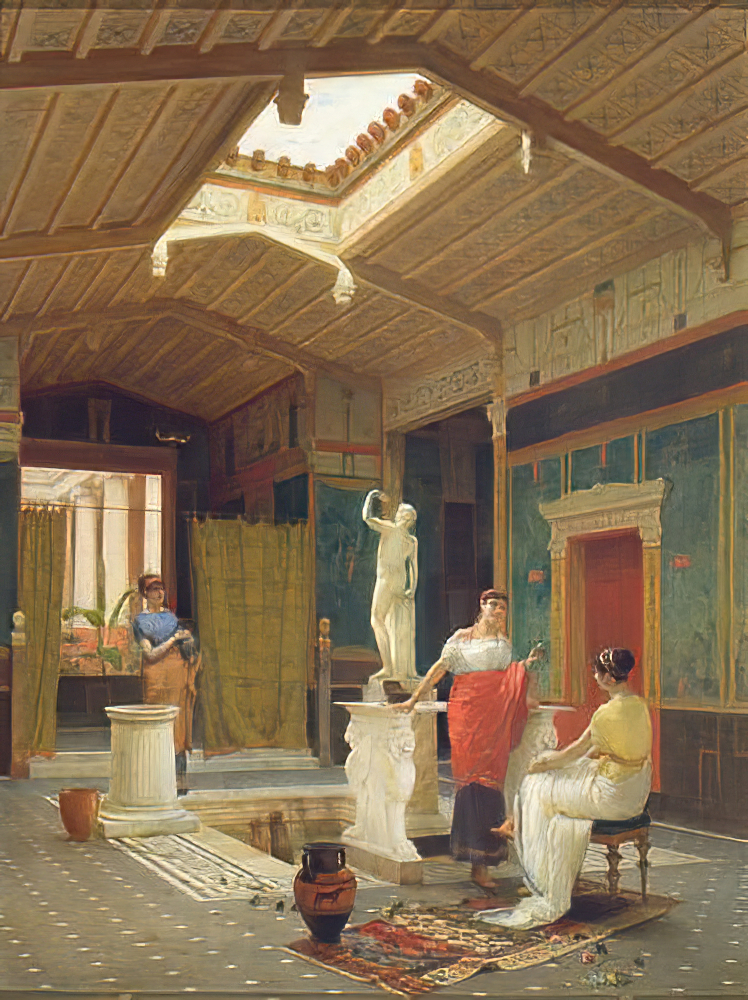
Luigi Bazzani, A Pompeian Interior, huile, 1882 (Musée d'Art Dahesh-New York)

## Biographie
En 1861 Luigi Bazzani déménage de Bologne à Rome, attiré par les ressources artistiques offerts par la ville, où il fixe sa résidence pour le reste de sa vie. Il se spécialise en vues d'anciennes ruines romaines et en reconstructions de scènes d'intérieur qui illustraient la vie domestique des anciens habitants de Pompéi. Il s'inspire des peintures apparues au cours des fouilles de Pompéi et utilise en abondance la couleur rouge pompéien. Dans ses peintures, la vie s'écoule sereinement, en présence de gracieuses et aimables jeunes filles, et l'on ne ressent jamais l'apparition d'une éruption tragique du Vésuve.
À Rome, avec Ludovico Zeit, Luigi Bazzani organise des cours de dessin, de style et de prospective, et il eut comme élève Luigi Savoldi.
Ses huiles et ses douces aquarelles, qui révèlent une étude diligente dans la reconstruction historique de la vie des anciens pompéiens - même si ne manquent pas d'interprétations personnelles - sont considérées comme utiles pour les archéologues, afin de récupérer la signification des architectures et des décorations, au fur et à mesure qu'elles venaient à la lumière.
En 1862, il aide Cesare Fracassini à la peinture du rideau du Teatro Apollo (avec l'image d'Apollon et de Phaéton). Il collabore à la scénographie de la première représentation en Italie - au Teatro Apollo - du mélodrame en quatre actes La forza del destino de Giuseppe Verdi (7 février 1863, sous le titre Don Alvaro) ; il a des idées de scènes pour Les Huguenots (1864) et L'Africaine (1868) de Giacomo Meyerbeer, pour Anna Bolena de Gaetano Donizetti (1870), pour Virginia de Saverio Mercadante (1872), pour Der Freischütz de Carl Maria von Weber (1873), pour Lohengrin (1878, la première opéra de Richard Wagner à Rome) et pour  le Le Roi de Lahore de Jules Massenet (1878).
Selon De Angelis, Luigi Bazzani a peint les scènes pour une tournée aux États-Unis d'Adelaïde Ristori. Il a aussi peint des figures angéliques, à l'intérieur du dôme de la basilique de Loreto (1888-1895) ; il a réalisé des fresques dans le salon du palais de justice de Rome (1896, 1900) et des fonds dans la basilique Saint-Laurent-hors-les-Murs, à Rome (1867-1868 : Histoires de saint Laurent et de saint Étienne).
Il épouse Elena Fracassini, qui est la mère de Cesare Bazzani, (1873-1939), architecte.

### Expositions
- 2013 - Davvero! La Pompei di fine '800 nella pittura di Luigi Bazzani, Bologne, Fondazione del Monte - Naples, Museo archeologico nazionale[1].

## Œuvres en musées et collections (partial)

### Galleria dell'Accademia (Naples)
- Arc de Septime Sévère, aquarelle, 39 × 54 cm, 1892[4];

### Musée archéologique national de Naples
- Gynécée dans la domus de Salluste à Pompéi (VI 2, 4), aquarelle, 1902, cm 42,6 x 31 ;
- Fontaine dans la domus de C. Virnius Modestus (IX,7,16) à Pompéi, aquarelle, cm 47 x 32,5 ;
- Le Petit Théâtre de Pompéi, aquarelle, cm 32 x 42 ;
- Vue de la domus dite du Grenier, à Pompéi, détrempe, cm 41 x 56,1,  25 juillet 1902[1] ;

### Musée d'Art DaheshNew York
- A Pompeian Interior, huile, 28 1/4 x 22 in, 1882[5];

### Musée des Beaux-Arts de San Francisco
Temple of Saturn, 1894;

### Victoria and Albert Museum, Londres
- Étude préliminaire de fresque dans la domus du Poeta tragico, à Pompéi, aquarelle, 10 février 1876 ;
- Atrium avec sol en mosaïque et plinthe à colonne, à Pompéi, aquarelle, 4 septembre 1876 ;
- Fresque à Pompéi, avec décor de figures insérées dans des éléments architecturaux, sur fond noir ou rouge, sol en mosaïque, aquarelle, 11 septembre 1876 ;
- Détail d'un fresque à Pompéi, aquarelle, 12 septembre 1876 ;
- Fresche architectural dans une domus à Pompéi, aquarelle, 12 septembre 1876 ;
- Angle de maison avec signalisation, à Pompéi, aquarelle, 12 septembre 1876 ;
- Fresque à Pompéi avec lararium à colonnes, aquarelle, 25 septembre 1876 ;
- Étude préliminaire d'une fresque dans une domus (Regio VI) à Pompéi, aquarelle, 26 septembre 1876;
- Table en marme sur plinthes, à Pompéi, aquarelle, 26 septembre 1876 ;
- Étude préliminaire de fresque dans une domus de la ruelle du Gallo à Pompéi, aquarelle, 9 mai 1878 ;
- Fresque avec fontaine, oiseaux et motifs floraux, à Pompéi, aquarelle, 6 juin 1882 ;
- Stylobate sur le mur de la salle de bain d'une domus privée, à Pompéi, aquarelle, 8 juin 1882 ;
- L'aspetto della Fontana, fresque à Pompéi, aquarelle, 11 juin 1882 ;
- Piante uccelli fontana, fresque à Pompéi, aquarelle, 12 juin 1882;
- Colonnes en mosaïque à Pompéi, aquarelle, 14 juin 1882;
- Fontaine en mosaïque avec une niche à Pompéi, aquarelle, Juin 1882 ;
- Fresque à Pompéi, avec décor de statuettes, sur fond noir ou rouge, aquarelle, 9 février 1887 ;
- Porte d'entrée peinte d'une riche domus à Pompéi, aquarelle, 1888 ;
- Fontaine en mosaïque, avec cascade et masques tragiques, à Pompéi, aquarelle, 1888 ;
- Fresque à Pompéi avec éléments architecturaux et décors sur fond jaune ou noir, aquarelle, 1895 ;
- Mur extérieur d'une domus à Pompéi, aquarelle, 1896 ;
- Four à Pompéi, aquarelle, 1897 ;
- Fontaine décorée de mosaïque bleue, à Pompéi, aquarelle, Juin 1899 ;
- Fresche architectural à Pompéi avec des blancs et noirs panneaux, aquarelle, 1899 ;
- Fresche architectural à Pompéi avec figures, aquarelle, 1899 ;
- Roue de Pompéi, aquarelle, 1902 ;
- Fontaine à mosaïque à Pompei, avec statuette d'Eros, aquarelle, 18 juillet 1904 ;
- Fontaine à Pompéi avec mosaïques bleues, aquarelle ;
- Fresque à Pompéi, sur fond jaune et avec médaillons muraux, aquarelle ;
- Fontaine en mosaïque avec trois bassins à Pompéi, dans la domus de la Medusa, aquarelle ;
- Pavé en mosaïque qui amène à un péristyle décoré de fresques, à Pompéi, aquarelle ;
- Fresque à Pompéi, avec détails floraux, aquarelle ;
- Fresque à Pompéi, avec détails floraux, aquarelle ;
- Chambre avec fresques à Pompéi, aquarelle ;
- Fontaine dans une rue de Pompéi , aquarelle ;
- Détail de fresques à Pompéi sur le fond noir, aquarelle ;
- Détail d'un plafond voûté à Pompéi, aquarelle ;
- Fresque à Pompéi, avec figures et décors sur le fond noir ou rouge, aquarelle ;
- Atrium dans une domus à Pompéi , aquarelle[6];

## Galerie

### Pompéi

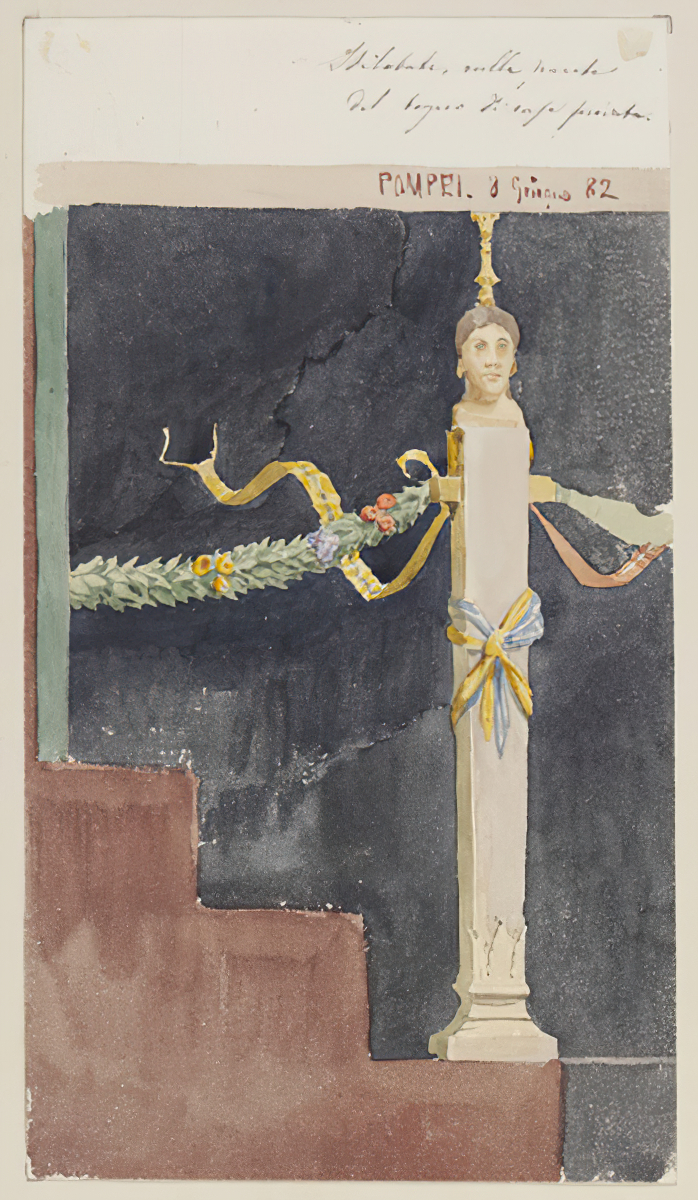
Stylobate sur le mur de la salle de bain d'une domus privée, à Pompéi, aquarelle, 8 juin 1882.
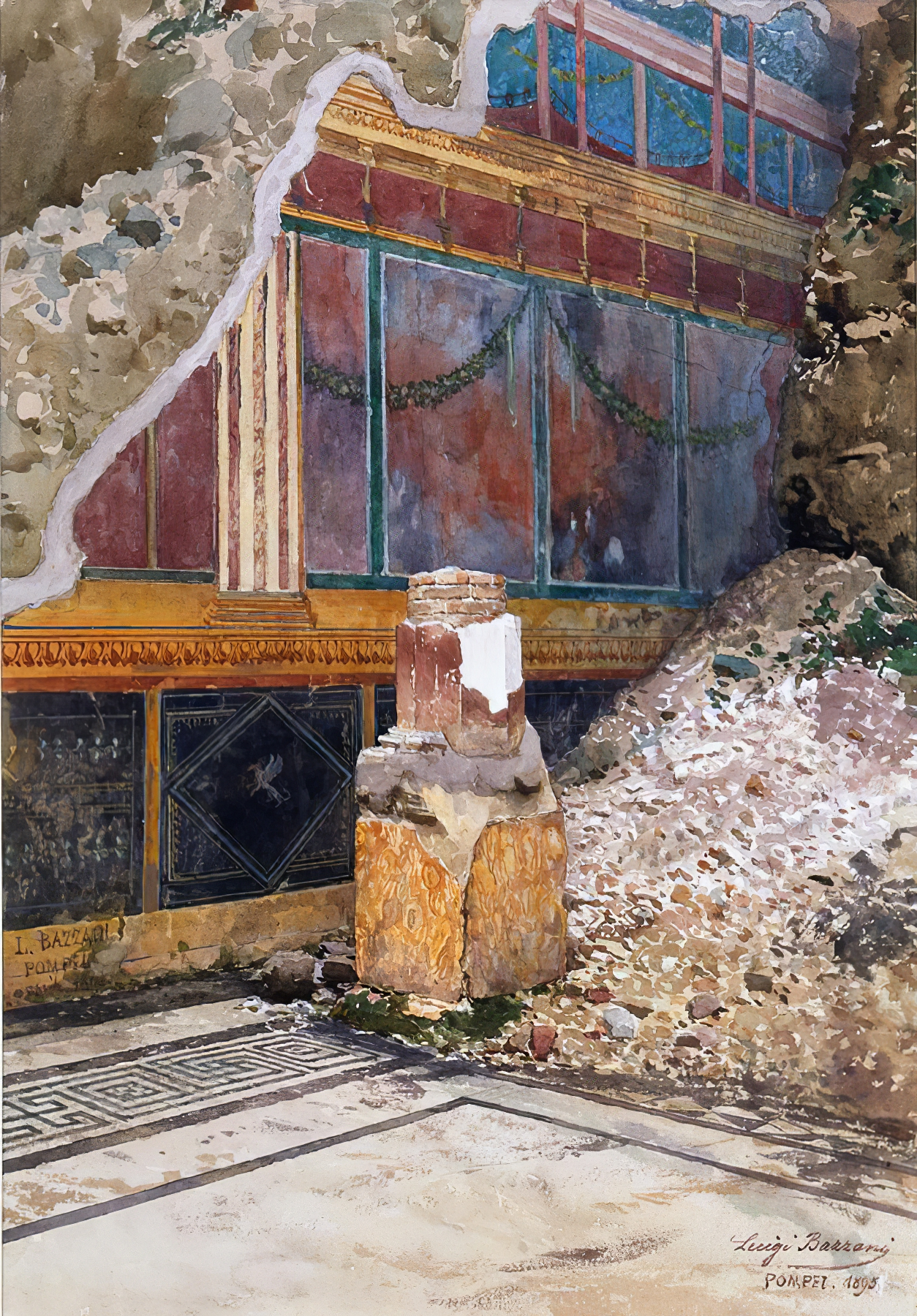
Domus du Mariage d'Argent, à Pompéi, aquarelle, 1895.
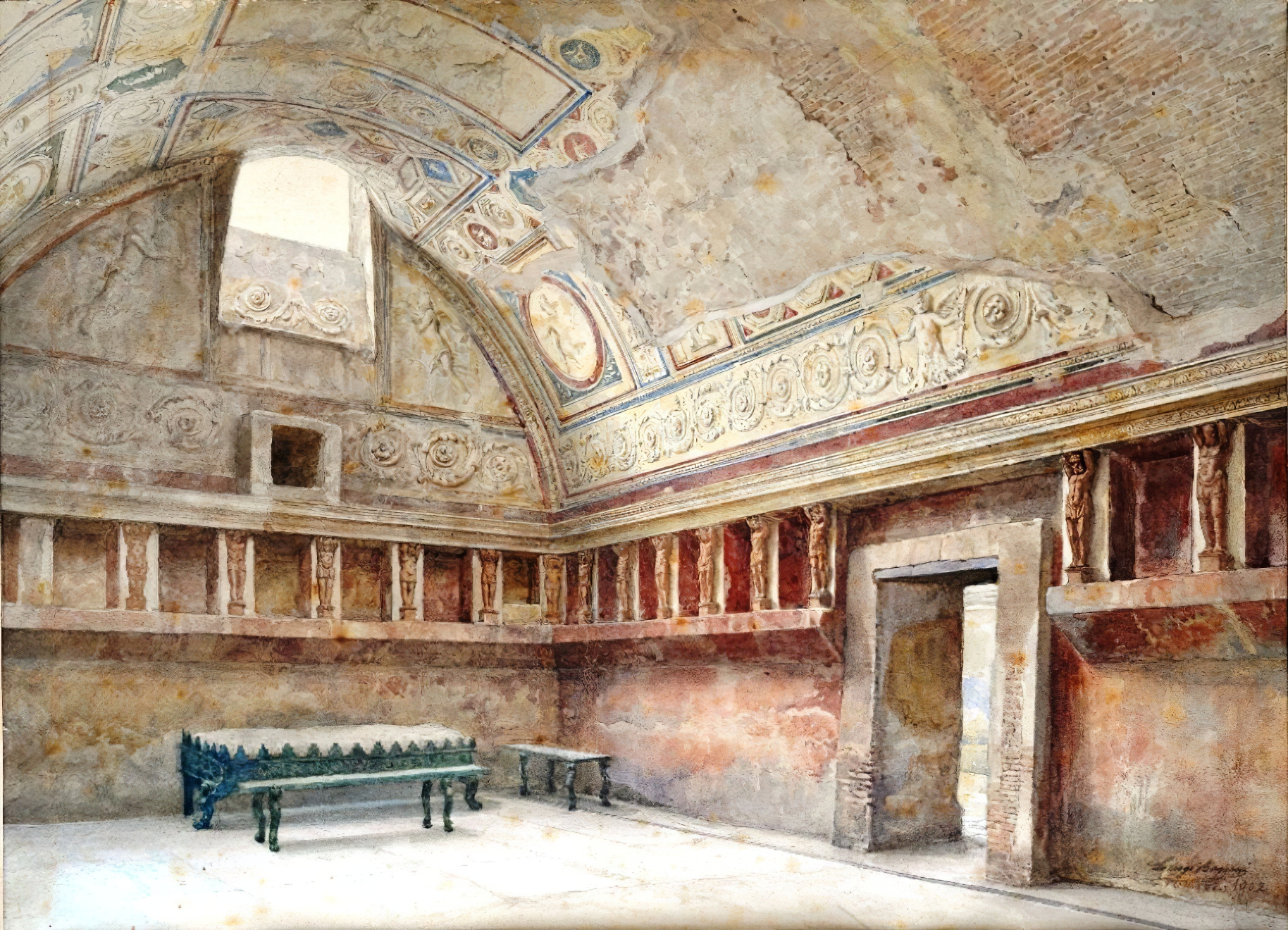
Les Bains à Pompéi, aquarelle, 1902.
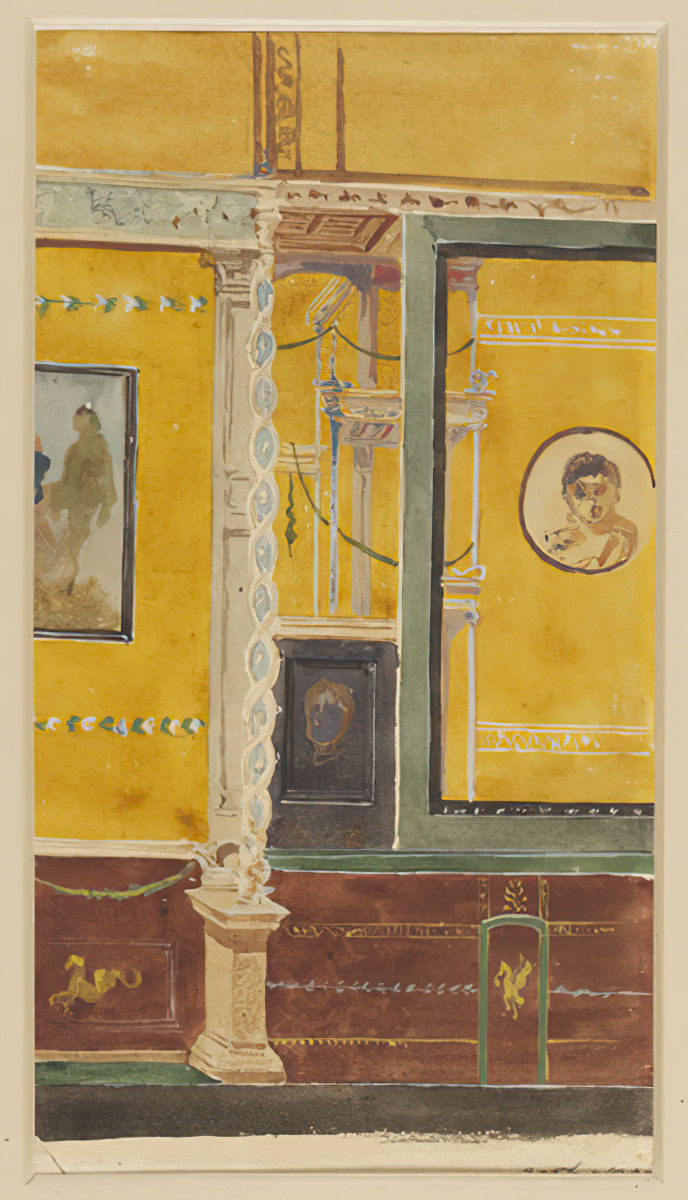
Fresque à Pompéi, sur fond jaune et avec médaillons muraux, aquarelle, Victoria and Albert Museum
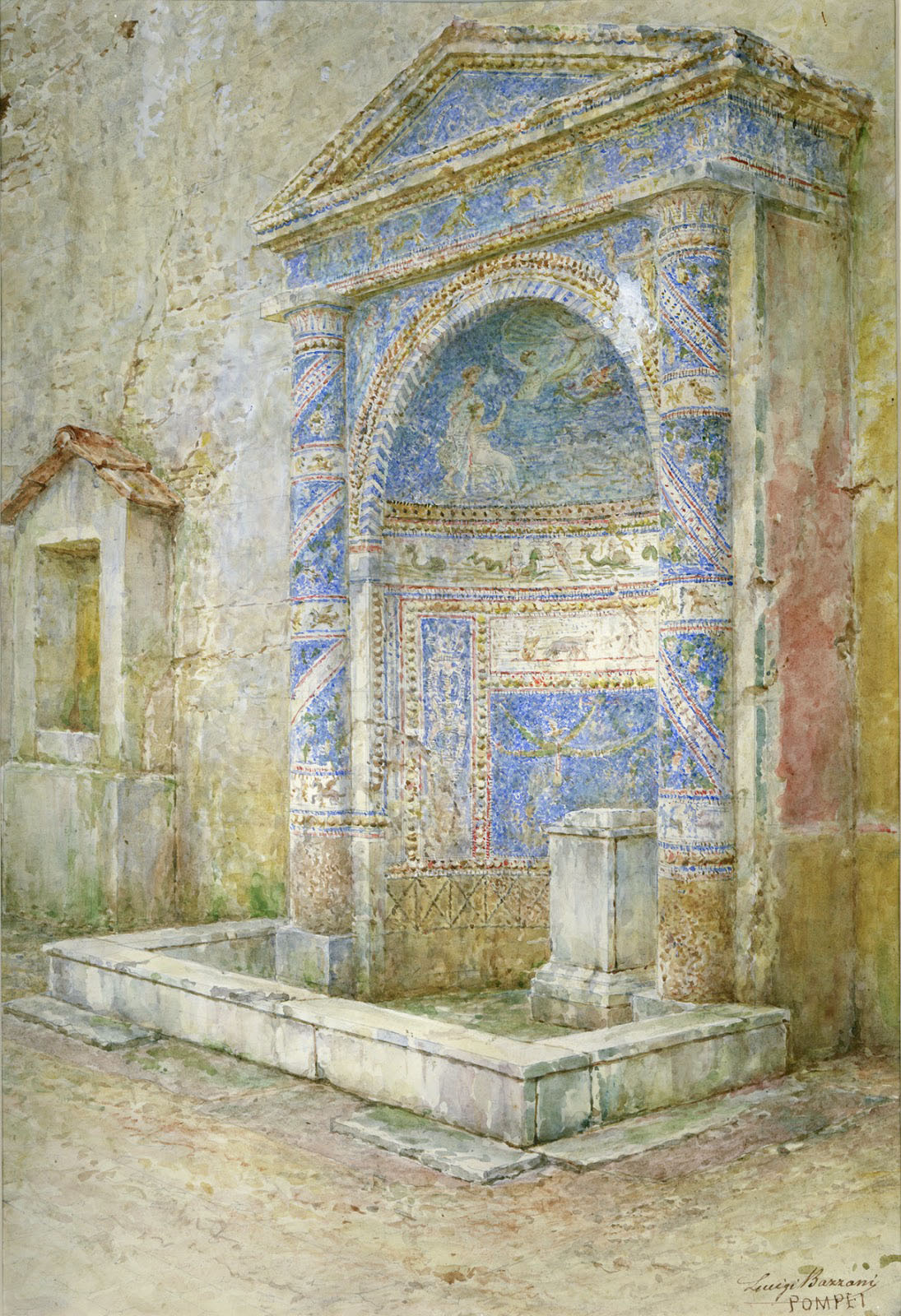
Fontaine dans la domus de C. Virnius Modestus (IX,7,16) à Pompéi, aquarelle, Musée archéologique national de Naples

### Rome

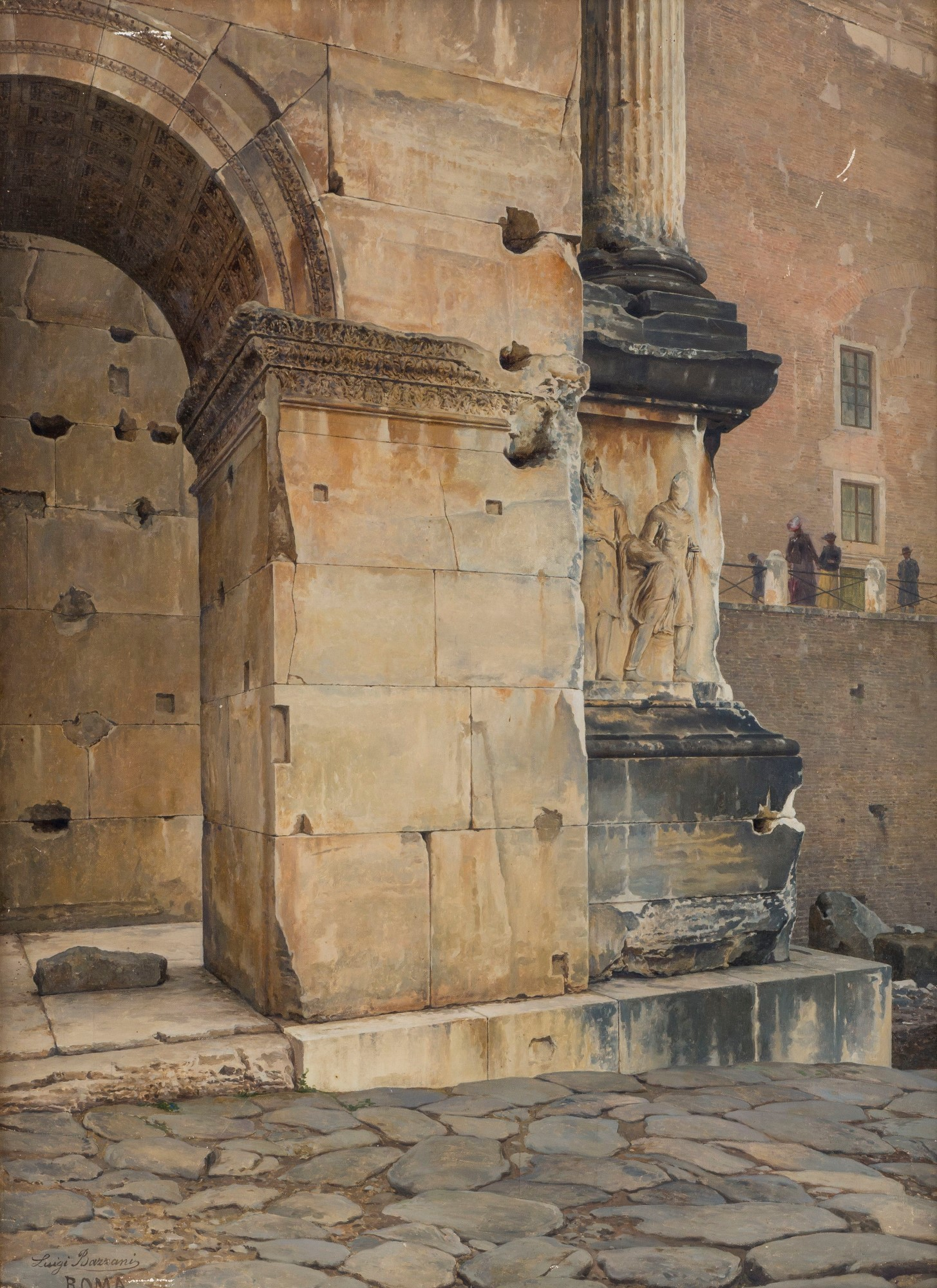
Arc de Septimius Severus à Rome (huile, detail)
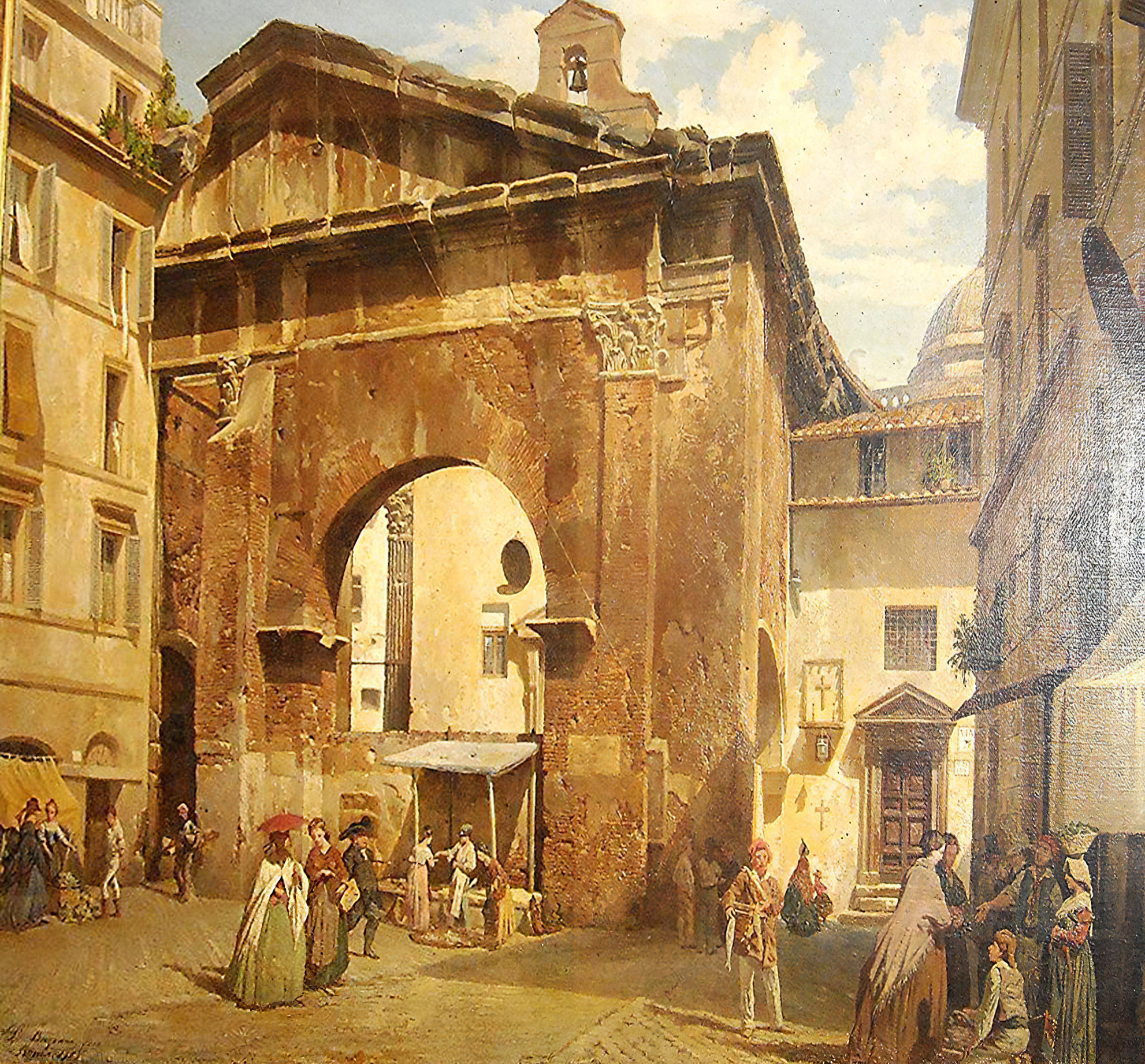
Portico d'Ottavia à Rome
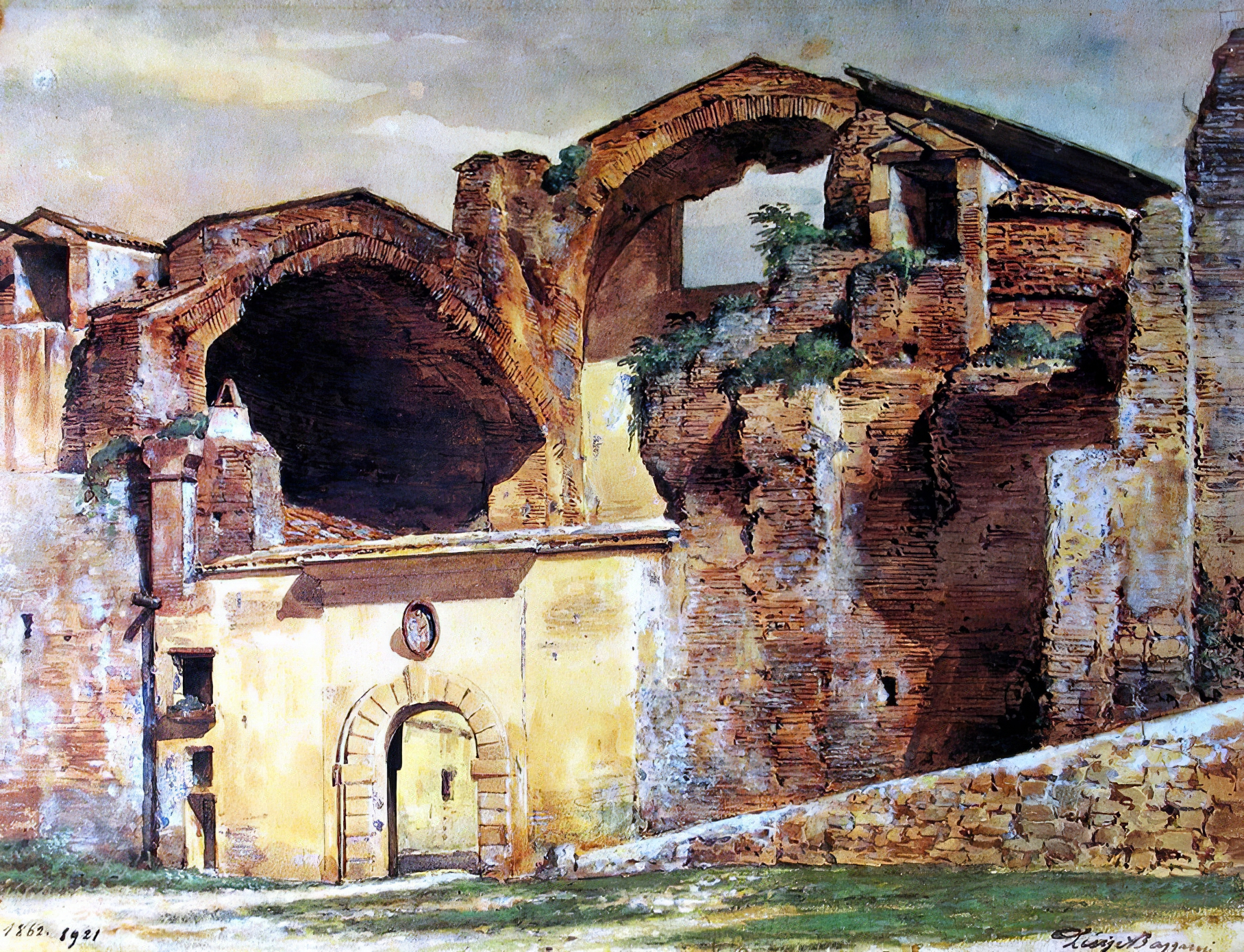
Ruines de Termini à Rome